# Andreas Samaris
Andreas Samaris (ur. 13 czerwca 1989 w Patras) – grecki piłkarz występujący na pozycji pomocnika w holenderskim klubie Fortuna Sittard, były reprezentacji Grecji. Znalazł się w kadrze na Mistrzostwa Świata 2014.